# Diphtherocome minor
Diphtherocome minor là một loài bướm đêm trong họ Noctuidae.